# Stanisław Srokowski

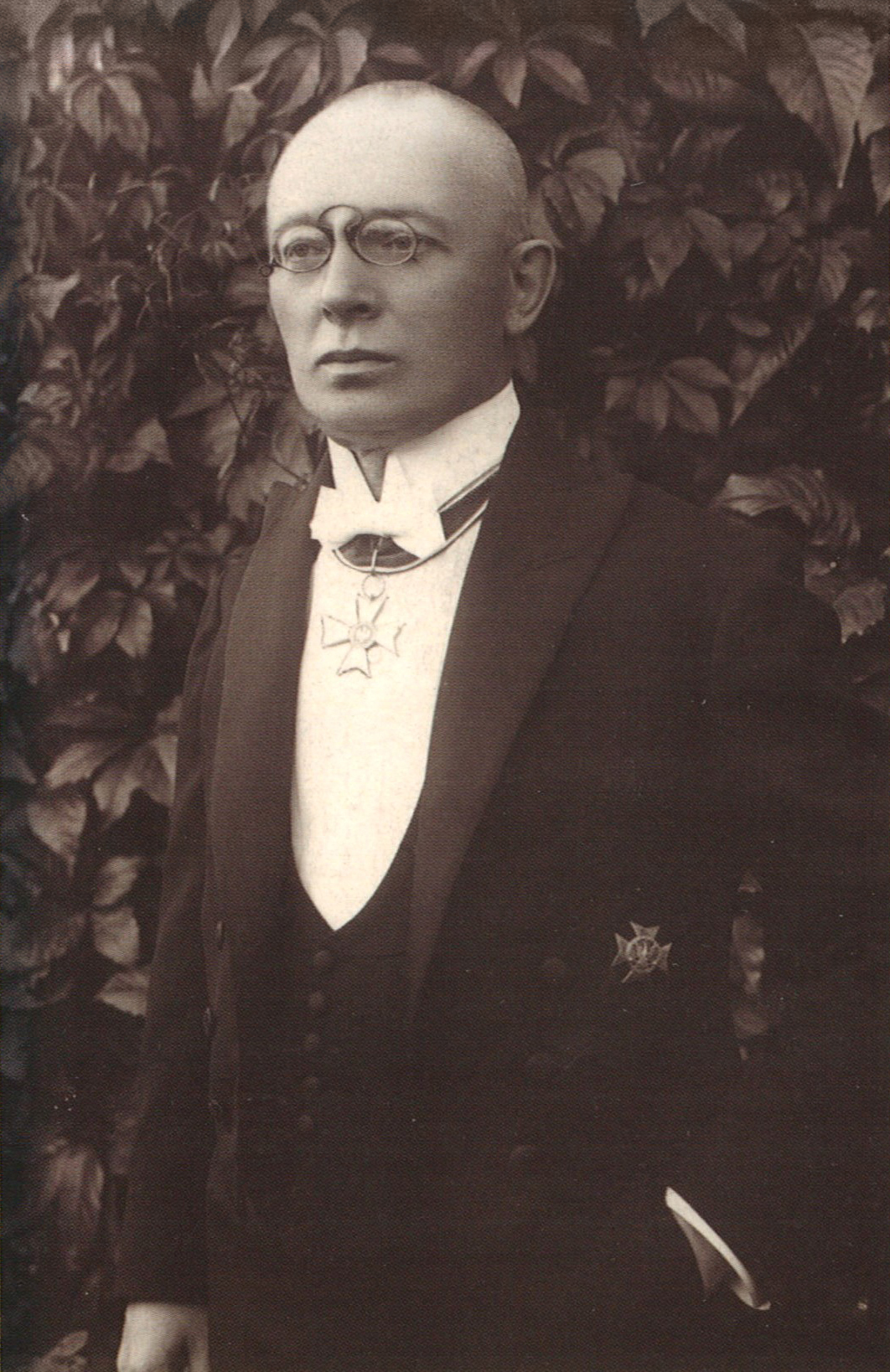
Stanisław Srokowski

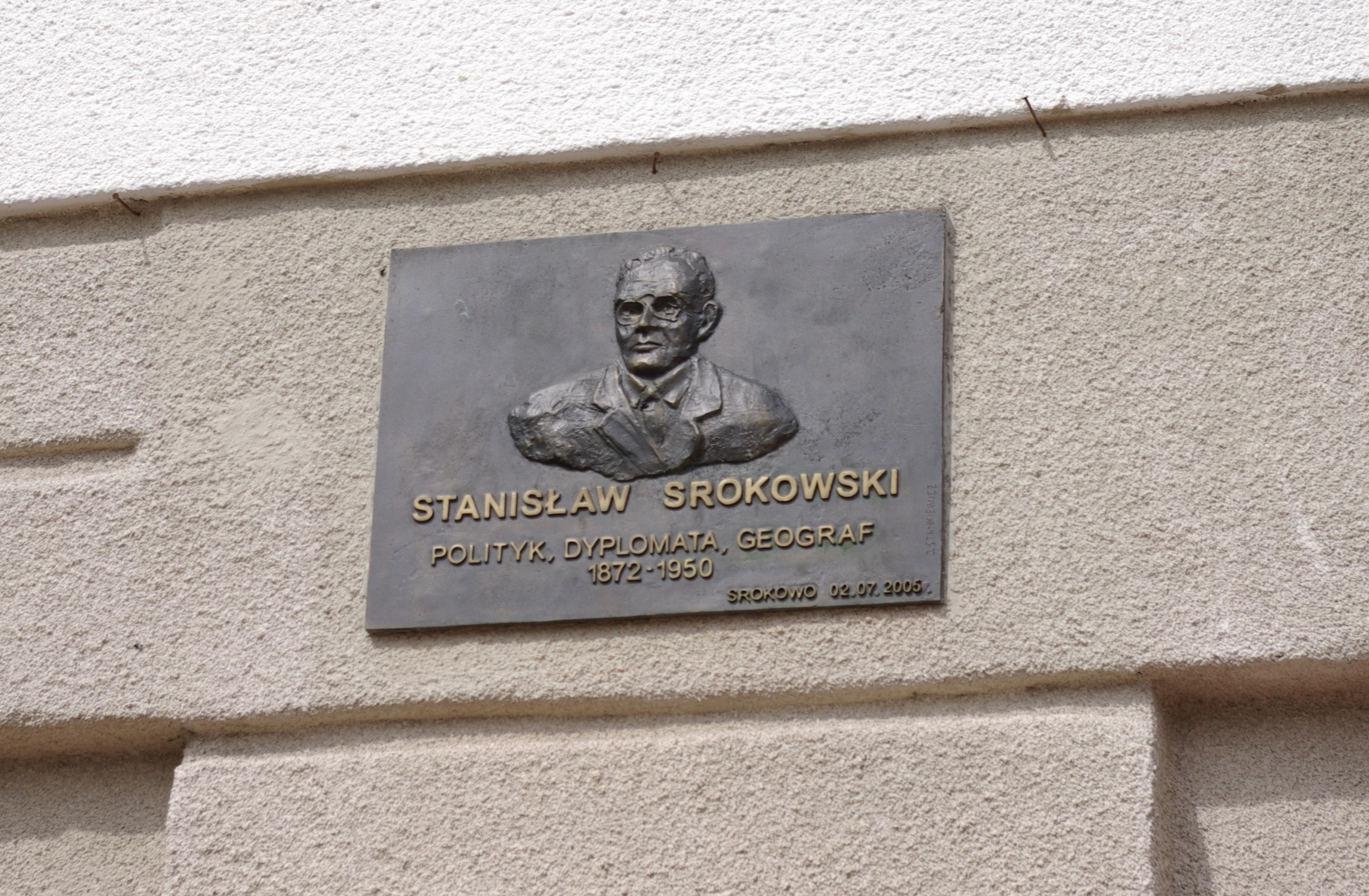
Plakette für Stanisław Srokowski am Rathaus in Srokowo

Stanisław Józef Srokowski (* 8. Juli 1872 in Kleinpolen; † 20. August 1950 in Warschau) war ein polnischer Geograph und Diplomat.

## Leben
Srokowski begann seine berufliche Laufbahn 1920 beim diplomatischen Dienst und wurde Polnischer Konsul in Odessa und Königsberg. Von 1923 bis 1924 war er Woiwode von Wołyń und wurde 1926 Direktor des Polnischen Baltischen Instituts (Instytut Bałtycki) in Toruń. Srokowski war bis zum Zweiten Weltkrieg auch Professor an der Universität Warschau und Präsident der Polnischen Geographischen Gesellschaft (Polskie Towarzystwo Geograficzne). Für Max von Ruperti war Srokowski „einer der besten polnischen Kenner Ostpreußens“.
Von 1946 bis 1950 war er der Leiter des Polnischen Komitees zur Festsetzung von Ortsnamen (Komisja Ustalania Nazw Miejscowości), die in den ehemaligen Ostgebieten des Deutschen Reiches neue polnische Ortsnamen festlegte. Nach dem Tod Srokowskis wurde das Dorf Drengfurt (Dryfort) zu seinen Ehren in Srokowo umbenannt.

## Schriften
- Geografia gospodarcza Polski. Warszawa 1939 Wyd. Instytut Społeczny
- Geografia gospodarcza ogólna. Warszawa 1950 Wyd. Państwowe Zakłady Wydawnictw Szkolnych
- Z dni zawieruchy dziejowej: 1914-1918. Kraków 1932, Nakładem Księgarni Geograficznej "Orbis"
- Prusy Wschodnie. Studium Geograficzne, Gospodarcze i Społeczne Gdańsk – Bydgoszcz – Toruń 1945, Wyd. Biuro Ziem Zachodnich przy Ministerstwie Administracji Publicznej
- Prusy Wschodnie. Warszawa 1947, Wyd. Państwowe Zakłady Wydawnictw Szkolnych
- Z krainy Czarnego Krzyża. Olsztyn 1980 Wyd. Pojezierze, ISBN 83-7002-046-1.
- Czesi: szkic kulturalno-obyczajowy. Kraków 1898 Wyd. Hoesicka
- Wspomnienia z trzeciego powstania górnośląskiego 1921 r. Poznań 1926 Wyd. Związek Obrony Kresów Zachodnich,
- Zarys geografii fizycznej ziem polsko-litewsko-ruskich. Kijów 1918, Wyd. Rady Okręgowej
- Uwagi o kresach wschodnich. Kraków 1925
- Die ostpreussischen Wälder und ihre Rolle bei der Verteidigung des Landes. Berlin-Dahlem 1938 (Vertraul. Übers. v. A. Loessner)
- Slovanské země a jejich souvislost s Odrou a Baltem. Warszawa 1946
- Pomorze Zachodnie. Gdańsk 1947 Wyd. Instytut Bałtycki